# Пам'ятки історії Дубенського району
У Дубенському районі Рівненської області нараховується 46 пам'яток історії.
| №  | Назва                                                              | Адреса                                          |  |
| -- | ------------------------------------------------------------------ | ----------------------------------------------- |  |
| 1  | пам'ятник Т. Г. Шевченку                                           | с. Підлужжя                                     |  |
| 2  | Пам’ятник воїнам-односельчанам і жертвам УБН                       | с. Варковичі                                    |  |
| 3  | Стела на честь Першотравневої демонстрації 1935 р.                 | с. Варковичі                                    |  |
| 4  | Група братських могил воїнів радянської армії                      | с. Верба                                        |  |
| 5  | Пам’ятник воїнам-односельчанам                                     | с. Верба                                        |  |
| 6  | Меморіальна дошка на честь перебування в с. Верба Т.Г. Шевченка    | с. Верба                                        |  |
| 7  | Пам’ятний знак на місці стоянки партизан С.А. Ковпака              | с. Грядки                                       |  |
| 8  | Могила сім’ї Савчука І.О.                                          | с. Дитиничі                                     |  |
| 9  | Братська могила сім’ї Потапчуків                                   | с. Заруддя                                      |  |
| 10 | Пам’ятник воїнам-односельчанам                                     | с. Здовбиця                                     |  |
| 11 | Пам’ятник воїнам-односельчанам                                     | с. Іваннє                                       |  |
| 12 | Братська могила воїнів радянської армії                            | с. Княгинин                                     |  |
| 13 | Пам’ятник воїнам-односельчанам                                     | с. Княгинин                                     |  |
| 14 | Братська могила жертв УБН                                          | с. Копани                                       |  |
| 15 | Пам’ятник воїнам-односельчанам                                     | с. Крилів                                       |  |
| 16 | Пам’ятник воїнам-односельчанам і жертвам УБН                       | с. Малі Сади                                    |  |
| 17 | Пам’ятник воїнам-односельчанам і жертвам УБН                       | с. Мильча                                       |  |
| 18 | Могила С.М. Патолічева                                             | с. Миргоща                                      |  |
| 19 | Пам’ятник односельчанам-жертвам УБН                                | с. Мокре                                        |  |
| 20 | Пам’ятник воїнам-односельчанам                                     | с. Озеряни                                      |  |
| 21 | Пам’ятник воїнам-односельчанам і жертвам УБН                       | с. Повча                                        |  |
| 22 | Пам’ятник воїнам-односельчанам і жертвам УБН                       | с. Плоска                                       |  |
| 23 | Пам’ятник чекістам і радпартактиву                                 | с. Привільне                                    |  |
| 24 | Пам’ятник воїнам-односельчанам                                     | с. Привільне                                    |  |
| 25 | Могила сержанта Зуєнко М.М.                                        | с. Птича                                        |  |
| 26 | Пам’ятник воїнам-односельчанам                                     | с. Рачин                                        |  |
| 27 | Братська могила невідомих воїнів радянської армії                  | с. Сатиїв                                       |  |
| 28 | Пам’ятник воїнам-односельчанам                                     | с. Семидуби                                     |  |
| 29 | Пам’ятник воїнам-землякам, які воювали в Великій Вітчизняній війні | с. Смига                                        |  |
| 30 | Могила сержанта Ковальова О.Л.                                     | с. Судобичі                                     |  |
| 31 | Пам’ятник воїнам-односельчанам                                     | с. Тараканів                                    |  |
| 32 | Братська могила жертв УБН                                          | с. Тростянець                                   |  |
| 33 | Братська могила невідомих радянських воїнів                        | с. Турковичі                                    |  |
| 34 | Братська могила воїнів радянської армії                            | с. Шепетин                                      |  |
| 35 | Пам’ятник воїнам-односельчанам                                     | с. Берег                                        |  |
| 36 | Братська могила радянських воїнів                                  | с. Тараканів                                    |  |
| 37 | Братська могила жертв фашизму                                      | с. Молодава-І                                   |  |
| 38 | Пам’ятний знак борцям за незалежність України                      | с. Верба                                        |  |
| 39 | Меморіальна дошка на честь В. Поліщука                             | с. Мирогоща                                     |  |
| 40 | Пам’ятний знак на честь воїнів УПА                                 | с. Варковичі                                    |  |
| 41 | Дубенський форт                                                    | с. Тараканів                                    |  |
| 42 | Пам’ятник на честь перемоги австрійських військ над російськими    | с. Мильча                                       |  |
| 43 | Братська могила односельчан                                        | с. Семидуби, південно-західна частина кладовища |  |
| 44 | Пам’ятний знак на честь 50-річчя УПА                               | с. Верба                                        |  |
| 45 | Братська могила воїнів УПА                                         | с. Тараканів                                    |  |
| 46 | Братська могила жертв НКВД                                         | с. Мирогоща, старе кладовище                    |  |
|    |                                                                    |                                                 |  |